# Exil (film, 2020)
Pour les articles homonymes, voir Exil (homonymie).
Pour plus de détails, voir Fiche technique et Distribution.
Exil est un film kosovar réalisé par Visar Morina, sorti en 2020.

## Synopsis
Un ingénieur en chimie kosovar est victime de discrimination au travail en Allemagne.

## Fiche technique
- Titre : Exil
- Réalisation : Visar Morina
- Scénario : Visar Morina et Ulrich Köhler (supervision)
- Musique : Benedikt Schiefer
- Photographie : Matteo Cocco
- Montage : Laura Lauzemis, Visar Morina et Hansjörg Weißbrich
- Production : Maren Ade, Jonas Dornbach et Janine Jackowski
- Société de production : Komplizen Film, Frakas Productions, Ikone Studio, Arte, Voo et BeTV
- Pays :  Kosovo,  Allemagne et  Belgique
- Genre : Drame
- Durée : 121 minutes
- Dates de sortie : 
  -  États-Unis : 27 janvier 2020 (festival du film de Sundance)

## Distribution
- Mišel Matičević (VF : Sacha Petronijevic) : Xhafer
- Sandra Hüller (VF : Audrey Sourdive) : Nora
- Rainer Bock (VF : Bernard Bollet) : Urs
- Thomas Mraz : Manfred
- Flonja Kodheli : Hatiqe
- Victoria Trauttmansdorff : la femme de Urs
- Stephan Grossmann (VF : Philippe Bozo) : M. Winkler
- Uwe Preuss (VF : Jean-François Aupied) : M. Koch
- Nicole Marischka : Valerie
- Daniel Sträßer : Georg
- Franziska Hartmann : la secrétaire de Koch
- Sybille J. Schedwill : Mme. Kraus
- Corinna Kirchhoff : la belle-mère
- Astrit Kabashi : M. Krasniqi
- Anna Lucia Gualano : Rosa
- Ronja Frank : Emelie
- Ben Malina : Baby
- Getuart Hajrizaj : le fils de Hatiqe
- Ameli Kabashi : la fille de Hatiqe

 Source et légende : version française (VF) sur RS Doublage

## Distinctions
Lors du Festival du film de Sarajevo 2020, le film a remporté le Cœur de Sarajevo du meilleur film et le prix Cineuropa.